# (33955) 2000 NC3
2000 أن سي 3 (ويعرف أيضًا باسم (33955) 2000 أن سي 3 وفق تسمية الكوكب الصغير) (بالإنجليزية: 2000 NC3)‏ هو كويكب ضمن حزام الكويكبات؛ وترتيبه 33955 من حيث الاكتشاف.
اكتُشف هذا الجُرم الفلكي بواسطة Paul G. Comba ‏ في 6 يوليو 2000.

## وصلات خارجية
- (33955) 2000 NC3 في قاعدة بيانات مختبر الدفع النفاث لأجرام النظام الشمسي الصغيرة

- الاكتشاف · مخطط المدار ·  العناصر المدارية · المعلمات المادية

- (33955) 2000 NC3 على موقع ويكي سكاي: DSS2, SDSS, GALEX, IRAS, Hydrogen α, X-Ray, Astrophoto, Sky Map, Articles and images